# Torre della Ghirlandina
Torre della Ghirlandina eller Ghirlandina er klokketårnet på katedralen i Modena i Emilia-Romagna i Italien.
Med en højde på 86,12 m er det Modenas traditionelle vartegn, der er synligt fra alle sider uden for byen.
Tårnet blev opført i 1179 i fem etager og hed oprindeligt Torre di San Geminiano. For at konkurrere med Bolognas tårne tilføjede Modena det karakteristiske ottekantede spir, der blev tegnet af Arrigo da Campione, som var en af de talrige mestre fra Campione, der deltog i katedralens renoveringer i 1200-1400-tallet. Det blev dekoreret med to ghirlander (rækværk i marmor), som gav tårnet navn
I tårnet findes rummet Sala della Secchia med berømte kalkmalerier fra 1400-tallet, som viser Secchia rapita, der mindes tårnets betydning som byens skatkammer. I Sala dei Torresani-salen på 5. etage findes en række udsmykkede kapitæler.
De fem klokker i tårnet er C-dur-klokker, der er støbt i renæssancen.